# Jair Toledo
Jorge Jair Toledo Bravo (Lima, Perú, 22 de junio de 1996) es un futbolista peruano. Juega como lateral derecho y su equipo actual es Comerciantes Unidos de la Liga 1 de Perú.

## Trayectoria

### Melgar
Después de buenas actuaciones en la Copa Libertadores Sub-20 2016, Toledo fue ascendido al primer equipo de FBC Melgar para la temporada 2017. Hizo su debut oficial con Melgar en la Primera División peruana el 5 de marzo de 2017 contra Sport Rosario. Jugó 10 partidos con Melgar antes de dejar el club al final del año.

### Carlos A. Mannucci
El 6 de marzo de 2018, Toledo se unió al club Carlos A. Mannucci de la Segunda División peruana. Debutó el 22 de abril de 2018 contra el Deportivo Hualgayoc. Toledo se destacó por 15 partidos en su primera temporada y ayudó al club a asegurar el ascenso a la Primera División. Sin embargo, fue utilizado muy poco en la temporada 2019, jugando solo 164 minutos para el equipo, y por esa razón, jugó principalmente con el equipo de reserva, donde era el capitán. Por lo tanto, fue cedido al club Juan Aurich de Segunda División el 28 de agosto de 2019 por el resto del año. Dejó el club a finales de 2019.

### Cusco FC
En enero de 2020, se mudó a Cusco FC con un contrato hasta finales de 2021. Hizo su debut el 3 de febrero de 2020, donde jugó los 90 minutos en la derrota por 0-2 contra el Deportivo Binacional.
En la temporada 2023 descendió de categoría, al quedar penúltimo en la tabla acumulada del torneo con la Deportivo Municipal.

## Clubes
| Club               | País | Año               |
| ------------------ | ---- | ----------------- |
| FBC Melgar         | Perú | 2017              |
| Carlos A. Mannucci | Perú | 2018 - 2019       |
| Juan Aurich        | Perú | 2019              |
| Cusco FC           | Perú | 2020              |
| Academia Cantolao  | Perú | 2021              |
| Ayacucho FC        | Perú | 2022 - Actualidad |

## Palmarés

### Campeonatos nacionales
- Subcampeón Segunda División del Perú: 2018.